# سكاوية
سكاوية قرية سوريّة تتبع إداريّاً لمحافظة حلب منطقة منبج ناحية أبو قلقل، بلغ تعداد سكانها 639 نسمة حسب التعداد السكاني لعام 2004.